# Герб Лыткарина
Герб муниципального образования «Городской округ Лытка́рино» Московской области Российской Федерации — один из официальных символов (наряду с флагом) города Лыткарино. Герб города первоначально утверждён в 1989 году, повторно в 1999 году.
Вновь утверждён решением Совета депутатов города Лыткарино от 19 апреля 2012 года №228/26 как «официальный символ муниципального образования „Город Лыткарино Московской области“ — герб города Лыткарино Московской области». Описание герба при этом не изменилось.
Внесён в Государственный геральдический регистр Российской Федерации, регистрационный номер — 426.

## Описание
Описание герба города Лыткарино:

В червлёном (красном) поле с лазоревой (синей, голубой) оконечностью, тонко окаймленной серебром, — тонкое золотое стропило, уширенное книзу, сопровождаемое во главе золотой пятиконечной звездой, боковые лучи которой наклонены книзу, имеющей также четыре отвлеченных прямых луча, расположенных накрест, а в оконечности — серебряным бруском с вогнутой верхней стороной
— Решение Совета депутатов города Лыткарино №95/14 от 3 февраля 1999 года
Герб города Лыткарино может воспроизводиться с вольной частью в соответствии со ст. 10 Закона Московской области № 183/2005 ОЗ «О гербе Московской области».

## Символика
Становление и развитие города неразрывно связано с крупнейшим предприятием — Лыткаринским заводом оптического стекла, основные технологические процессы которого связаны с тепловыми реакциями, что символизирует красный цвет поля герба. Фигура зеркала говорит о том, что в городе было изготовлено самое крупное в мире сферическое зеркало диаметром 6 метров для телескопа-рефлектора, предназначенного для астрономических наблюдений и исследований космоса, о чем говорит звезда-спутник. Вся композиция герба, изображающая схему телескопа-рефлектора, включает в себя два луча, образующие букву «Л» — заглавную в названии города Лыткарино, делая герб говорящим. Голубая оконечность показывает то, что город стоит на берегу реки Москвы. В гербе города Лыткарино языком геральдических символов гармонично отражены история становления города, его назначение, природные особенности окрестностей города и основной профиль деятельности местного населения. За основу взят герб города, утверждённый 19 декабря 1989 года Решением Сессии Лыткаринского городского Совета народных депутатов с учётом современных геральдических требований.

## История
Герб города впервые утверждён исполнительным комитетом городского Совета народных депутатов города Лыткарино Люберецкого района 19 декабря 1989 года.

«В красном щите с голубой оконечностью — стилизованная звезда-спутник с расходящимися лучами, два из которых падают на сферическое зеркало. В вольной части — башня Московского Кремля.
Лучи, исходящие от звезды-спутника, образуют заглавную букву „Л“ в названии города. Фигура зеркала говорит о том, что в городе было изготовлено самое крупное в мире сферическое зеркало диаметром 6 метров для телескопа-рефлектора, предназначенного для астрономических наблюдений и исследований космоса, о чем говорит звезда-спутник. Голубая оконечность показывает то, что город стоит на берегу реки Москвы. Башня Кремля означает то, что город расположен в Московской области».
Авторами герба выступили Константин Мочёнов и Юрий Мочёнов. Композиция герба символизирует знаменитый завод оптического стекла, где было изготовлено зеркало для телескопа, ныне установленного близ станции Зеленчукская на Кавказе.
Повторное утверждение произошло 3 февраля 1999 решением Совета депутатов города Лыткарино № 95/14. 